# 布雷斯地区圣克里斯托夫
布雷斯地区圣克里斯托夫（法語：Saint-Christophe-en-Bresse，法語發音：[sɛ̃ kʁistɔf ɑ̃ bʁɛs]）是法国勃艮第-弗朗什-孔泰大區索恩-卢瓦尔省的一个市镇，属于卢昂区。 

## 地理
布雷斯地区圣克里斯托夫（46°45'9"N, 4°59'18"E）面积20.39 平方千米，位于法国勃艮第-弗朗什-孔泰大區索恩-卢瓦尔省，该省份为法国中部省份，北起顺时针与科多尔省、汝拉省、安省、罗讷省、卢瓦尔省、阿列省和涅夫勒省接壤。
与布雷斯地区圣克里斯托夫接壤的市镇（或旧市镇、城区）包括：蒙夸、阿莱里奥、索恩河畔乌鲁、布雷斯地区圣艾蒂安、圣日耳曼迪普兰、特龙希。
布雷斯地区圣克里斯托夫的时区为UTC+01:00、UTC+02:00（夏令时）。

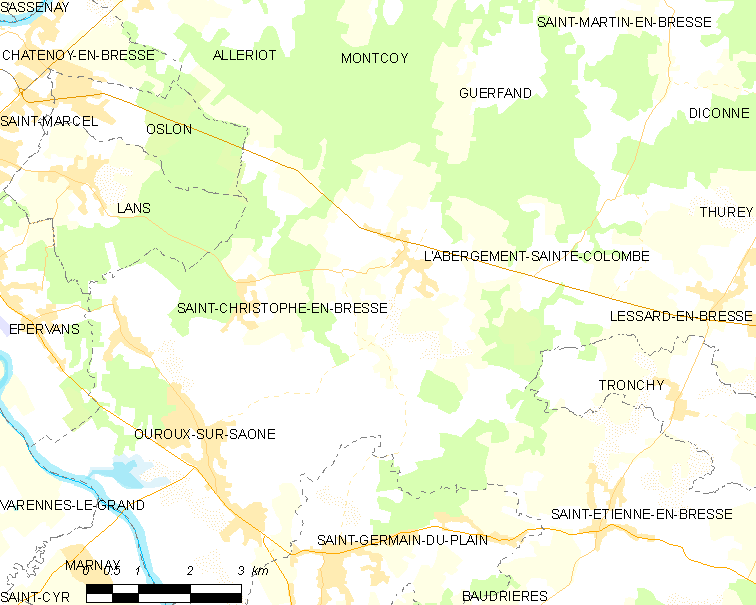
布雷斯地区圣克里斯托夫的OSM定位图

## 行政
布雷斯地区圣克里斯托夫的邮政编码为71370，INSEE市镇编码为71398。

## 政治
布雷斯地区圣克里斯托夫所属的省级选区为索恩河畔乌鲁县。

## 人口
布雷斯地区圣克里斯托夫于2022年1月1日时的人口数量为1054人。

1962-2008年间布雷斯地区圣克里斯托夫人口变化图示